# Les Foules
Cet article possède un paronyme, voir La Foule.
Les Foules est un poème en prose de Charles Baudelaire, publié dans les Petits poèmes en prose. Baudelaire montre que le poète peut, en restant lui-même, s'identifier à plusieurs individus, et s'inspirer de l'Autre tout en conservant l'éloignement nécessaire à l'écriture artistique.